# PFC Vereya Stara Zagora
O Professional Football Club Vereya Stara Zagora é um clube de futebol da Bulgária fundado em 2001, na cidade de Stara Zagora. Manda seus jogos no Trace Arena, com capacidade para 3.500 pessoas.